# La Tasse de thé (Cassatt)
Pour les articles homonymes, voir La Tasse de thé.
La Tasse de thé (en anglais, The Cup of Tea) est une peinture réalisée à l'huile sur toile par l'artiste américaine Mary Cassatt à Paris vers 1880 à 1881 en prenant sa sœur Lydia comme modèle,. L'œuvre de  92,4 × 65,4 cm est conservée au Metropolitan Museum of Art de New York.

## Description et style
Mary Cassatt est une peintre américaine qui a vécu à l'étranger en Europe pendant plus d'une décennie. Comme d'autres femmes artistes de son époque, les sujets de Cassatt sont fréquemment des scènes domestiques. Des sujets privilégiés car les femmes à l'époque de Cassatt n'avaient pas le droit de sortir seules. La tasse de thé dépeint un « rituel social pour les femmes de la classe moyenne supérieure » . L'artiste a adopté une manière impressionniste,  en utilisant des couleurs contrastées et complémentaires.